# Abel Pacheco
Abel Pacheco de la Espriella (San José, 22 december 1933) was van 8 mei 2002 tot 8 mei 2006 president van Costa Rica.
Hij wilde al zijn hele leven kinderarts worden, maar werd door zijn vader gedwongen in de politiek te gaan. Zijn moeder overleed in zijn 6e levensjaar. Op zijn 20e overleed zijn vader en hij besloot diens droom door te zetten.
Hij werd burgemeester van een klein dorp in de buurt van Liberia. Hij bleek de politiek ook redelijk leuk te vinden en hij bracht het uiteindelijk tot president van Costa Rica.
Op 8 mei 2006 werd hij opgevolgd door Óscar Arias, die in februari tot president was gekozen.
- Biblioteca Nacional de España: XX1366422
- Bibliothèque nationale de France: cb16692359v (data)
- Gemeinsame Normdatei: 105645752X
- International Standard Name Identifier: 0000 0000 5939 3882
- Library of Congress Control Number: n96117621
- Système universitaire de documentation: 229030289
- Virtual International Authority File: 70666671
- WorldCat: E39PBJgd7Tb999RCThq4JTppT3